# قضية ألتالينا
كانت قضية ألتالينا مواجهة عنيفة وقعت في يونيو 1948 بين قوات الاحتلال الإسرائيلية التي تم إنشاؤها حديثًا ومنظمة إرجون (المعروفة أيضًا باسم إيتسيل)، وهي إحدى الجماعات شبه العسكرية اليهودية التي كانت في طور الاندماج لتشكيل الجيش الإسرائيلي. كانت المواجهة تدور حول سفينة شحن تدعى " ألتالينا" يقودها الملازم السابق في البحرية الأميركية مونرو فين ويقودها القائد الكبير في منظمة إيتسل إلياهو لانكين، والتي كانت محملة بالأسلحة والمقاتلين من قبل منظمة إرجون المستقلة، ولكنها وصلت خلال الفترة الغامضة التي شهدت استيعاب منظمة إرجون في جيش الاحتلال الإسرائيلي. وأسفرت المواجهات عن مقتل 19 إسرائيليا، ثلاثة منهم جنود في جيش الاحتلال الإسرائيلي و16 من أعضاء منظمة إرغون. لقد أدى هذا الحادث إلى دفع إسرائيل الجديدة إلى شفا الحرب الأهلية.

## تاريخ
مع اقتراب الانتداب البريطاني على فلسطين من نهايته، وبعد تصويت الجمعية العامة للأمم المتحدة على توصية خطة تقسيم فلسطين الانتدابية، والتي جرت في 29 نوفمبر/تشرين الثاني 1947، أعلن القادة اليهود قيام دولة إسرائيل في 14 مايو/أيار 1948. وتبع إعلان الاستقلال إنشاء حكومة مؤقتة وقوات الدفاع الإسرائيلية. لقد ثبت أن عملية استيعاب جميع المنظمات العسكرية في جيش الاحتلال الاسرائيليالإسرائيلي معقدة، واستمرت العديد من المجموعات شبه العسكرية في نشاطها خارج جيش الاحتلال الاسرائيليالإسرائيلي. وكانت إحدى أكبر المجموعات، وهي منظمة الإرجون، تخطط لإرسال أسلحة ومقاتلين إلى الدولة التي تشكلت حديثاً. وتضمنت الخطط إعادة تسمية السفينة إلى ألتالينا ( اسم مستعار للزعيم الصهيوني زئيف جابوتنسكي ) وتم تحديد تاريخ مستهدف لوصول السفينة من أوروبا في منتصف مايو/أيار 1948. كانت السفينة ألتالينا ، وهي سفينة الإنزال السابقة دبابة يو إس إس إل إس تي-138 ،  التي نظمها هليل كوك (المعروف أيضًا باسم بيتر بيرجسون) والتي اشتراها أعضاء إرجون جيرشون حكيم وأبراهام ستافسكي وفيكتور بن ناحوم، من المقرر في الأصل أن تصل إلى إسرائيل في 15 مايو 1948، محملة بالمقاتلين والمعدات العسكرية.
تم التبرع بأسلحة تقدر قيمتها بـ 153 مليون فرنك من قبل الحكومة الفرنسية ، وفقًا لاتفاقية سرية وافق عليها وزير الخارجية الفرنسي جورج بيدو. لم يتم العثور على النص الدقيق للاتفاقية، والدافع الفرنسي غير واضح. ومع ذلك، فمن المعروف أن بيدو كان قلقًا للغاية بشأن إمكانية استيلاء الأردن على القدس. صرح نائب رئيس الأركان العامة، الجنرال هنري كودرو، الذي شارك في العملية، في تحقيق أُجري عام ١٩٤٩ بأن فرنسا "توصلت إلى اتفاق سري مع منظمة الإرغون، وعدها بمزايا في حال وصولها إلى السلطة [في إسرائيل]". ووصف ممثل الإرغون في المفاوضات، شموئيل أرييل، بأنه "إرهابي لا يمثل منظمة شرعية، بل يسعى إلى الاستيلاء على السلطة بالقوة".
بحسب كاتب سيرة بيجين، دانييل جورديس، فإن الأمور التنظيمية استغرقت وقتاً أطول من المتوقع، وتم تأجيل الإبحار لعدة أسابيع. وفي هذه الأثناء، تم في الأول من يونيو/حزيران توقيع اتفاق لدمج منظمة الإرجون في جيش الاحتلال الاسرائيليالإسرائيلي، وكان أحد البنود ينص على أن تتوقف منظمة الإرجون عن جميع أنشطة الاستحواذ على الأسلحة بشكل مستقل. وبناءً على ذلك، أبلغت منظمة إرجون الحكومة الإسرائيلية عن عملية ألتالينا . 
بذلت قيادة إرجون في باريس قصارى جهدها لإبقاء استعدادات ألتالينا للمغادرة سرية، لكن كان من الصعب إخفاء تحركات 940 ' وتحميل كمية كبيرة من الأسلحة والذخيرة. وكان هناك خوف من أنه في حالة اكتشاف الخطط، قد يتم إجراء محاولات لتخريب السفينة ألتالينا في البحر.
ولهذا السبب، عندما رفعت السفينة مرساتها في 11 حزيران/يونيو، لم يتم إرسال أي كابل إلى قيادة الإرجون في إسرائيل، خوفاً من وقوعها في الأيدي الخطأ. لكن هذه التدابير الاحترازية لم تكن مجدية، ففي اليوم التالي ذكرت هيئة الإذاعة البريطانية (بي بي سي) أن السفينة ألتالينا أبحرت من بورت دي بوك في فرنسا باتجاه إسرائيل وعلى متنها 940 متطوعاً يهودياً وكمية كبيرة من الأسلحة.
كانت الهدنة الأولى في الحرب العربية الإسرائيلية عام 1948 قد بدأت أيضًا في 11 يونيو، وعندما علم زعماء الإرجون في إسرائيل من خلال بث هيئة الإذاعة البريطانية (BBC) بصعود السفينة، خشوا أن يتم اكتشاف هذا الخرق لشروط الهدنة (أي حظر جلب المعدات العسكرية والمقاتلين إلى البلاد  ) (على الرغم من أن الجانبين تجاهلا في النهاية هذه الجوانب من الهدنة). وبناء على ذلك قرر مناحيم بيجين تأجيل وصول السفينة، وأرسل سكرتير أركان إرجون، زيبورة ليفي كيسيل، رسالة لاسلكية إلى السفينة ألتالينا للبقاء في مكانها وانتظار الأوامر. وأُرسلت برقية مماثلة إلى شموئيل كاتز (عضو القيادة العامة)، الذي كان آنذاك في باريس، لكن السفينة كانت قد غادرت بالفعل في اليوم السابق لوصول الرسالة.

وفي 15 يونيو/حزيران، عقد بيجين ورفاقه اجتماعاً مع ممثلي الحكومة، حيث أعلن بيجين أن السفينة أبحرت دون علمه وأنه يريد إجراء مشاورات حول كيفية المضي قدماً. وفي مذكراته بتاريخ 16 يونيو، كتب ديفيد بن جوريون، رئيس الحكومة المؤقتة:
التقى يسرائيل جاليلي وسكولنيك ليفي إشكول أمس مع بيغن. ومن المقرر أن تصل سفينتهم غدًا أو في اليوم التالي: 4500 طن، وعلى متنها 800-900 رجل، و5000 بندقية، و250 مدفع برين، و5 ملايين رصاصة، و50 بازوكا ، و10 حاملات برين. ويعتقد زيبشتاين (مدير ميناء تل أبيب) أنه سيكون من الممكن تفريغ كل شيء في الليل. أعتقد أننا لا ينبغي أن نعرض ميناء تل أبيب للخطر. لا ينبغي أن يتم إعادتهم. ينبغي أن يتم إنزالهم على شاطئ غير معروف.
وأبلغ جاليلي بيغن بموافقة بن غوريون على إنزال السفينة، وأضاف طلباً بأن يتم ذلك في أسرع وقت ممكن. وبعد ذلك، أرسلت زيبورة ليفي كيسل رسالة عبر الراديو إلى السفينة لتأتي بأقصى سرعة. وفي اليوم التالي، عقد اجتماع عمل بين ممثلي الإرجون وموظفي وزارة الدفاع. في حين اقترحت منظمة إرغون توجيه السفينة ألتالينا إلى شاطئ تل أبيب ، ادعى ممثلو وزارة الدفاع أن شاطئ كفار فيتكين هو الأفضل، حيث سيكون من الأسهل التهرب من مراقبي الأمم المتحدة هناك. وبناء على ذلك صدرت التعليمات للسفينة بالتوجه إلى كفار فيتكين.

## مواجهة مع جيش الاحتلال الإسرائيلي
وعقب رحيل ألتالينا من فرنسا، جرت مفاوضات مكثفة بين ممثلي الحكومة المؤقتة (برئاسة بن غوريون) ومنظمة إرجون (برئاسة بيغن). ومن بين القضايا التي تمت مناقشتها كانت اللوجستيات الخاصة بهبوط البضائع وتوزيعها. في حين كان هناك اتفاق على مكان رسو السفينة ألتالينا ، كانت هناك اختلافات في الرأي حول الشحنة.  وافق بن جوريون على طلب بيجين الأولي بإرسال 20% من الأسلحة إلى كتيبة القدس التابعة لمنظمة إرجون، والتي كانت لا تزال تقاتل بشكل مستقل. وقد رفض ممثلو الحكومة طلبه الثاني بنقل الباقي إلى جيش الاحتلال الإسرائيلي لتجهيز كتائب الإرجون التي تم تأسيسها حديثًا،  الذين فسروا الطلب على أنه طلب لتعزيز "جيش داخل جيش".

وصلت السفينة ألتالينا إلى كفار فيتكين في وقت متأخر من بعد ظهر يوم الأحد 20 يونيو، واستقبلها مناحيم بيجين ومجموعة من أعضاء إرجون على الشاطئ. وتجمع أنصار منظمة إرغون من مدينة نتانيا القريبة وسكان قرية الصيد ميخموريت على الشاطئ للمساعدة في تفريغ الحمولة. بعد أن ألقت السفينة مرساها، نزل منها 940 راكبًا وتم نقلهم إلى معسكر للجيش للانضمام إلى جيش الاحتلال الاسرائيليالإسرائيلي.  تم تفريغ الأسلحة طوال الليل. وفي المجمل، تم تفريغ 2000 بندقية، ومليوني طلقة ذخيرة، و3000 قذيفة، و200 مدفع برين في كفار فيتكين. وبالتزامن مع الأحداث التي وقعت في كفار فيتكين، عقدت الحكومة اجتماعها الأسبوعي في تل أبيب. وقد أفاد بن جوريون عن الاجتماعات التي سبقت وصول ألتالينا وأصر على أن يسلم بيجين الأسلحة:
يتعين علينا أن نقرر ما إذا كان ينبغي لنا تسليم السلطة إلى بيجين أو أن نأمره بالتوقف عن أنشطته المنفصلة. إذا لم يفعل ذلك فسنفتح النار عليه! وإلا، يجب علينا أن نقرر تفريق جيشنا.
وانتهى النقاش بقرار يمنح الجيش صلاحية استخدام القوة إذا لزم الأمر. تم تكليف لواء ألكسندروني بقيادة Dan Even [דן אבן] بالتنفيذ (إبشتاين)، الذي حاصر في اليوم التالي منطقة كفار فيتكين في فوجين مجهزين بالدروع والمدفعية. وبالإضافة إلى ذلك، نشرت البحرية الإسرائيلية ثلاث سفن حربية قبالة كفار فيتكين. بل أصدر الإنذار النهائي التالي:
إلى: السيد بيغن
بأمر خاص من رئيس الأركان العامة لقوات الدفاع الإسرائيلية، أصبح لدي السلطة لمصادرة الأسلحة والمواد العسكرية التي وصلت إلى الساحل الإسرائيلي في منطقة ولايتي باسم حكومة إسرائيل. لقد تم تفويضي بالمطالبة بتسليم الأسلحة لي للمحافظة عليها وإبلاغك بضرورة الاتصال بالقيادة العليا. يجب عليك تنفيذ هذا الأمر على الفور. "إذا لم توافقوا على تنفيذ هذا الأمر، فسوف أستخدم كل الوسائل المتاحة لي من أجل تنفيذ الأمر ومصادرة الأسلحة التي وصلت إلى الشاطئ ونقلها من الملكية الخاصة إلى ملكية حكومة إسرائيل". وأود أن أبلغكم أن المنطقة بأكملها محاصرة بوحدات عسكرية مسلحة بالكامل وسيارات مدرعة، وجميع الطرق مغلقة. أحملكم المسؤولية الكاملة عن أية عواقب في حالة رفضكم تنفيذ هذا الأمر. سيتم السماح للمهاجرين -غير المسلحين- بالسفر إلى المخيمات وفقًا لترتيباتكم. لديك عشر دقائق لتعطيني إجابتك.

 دي، قائد اللواء
قد وُجِّهَ الإنذار، بحسب إيفن، "لمنع إعطاء قائد الإرجون وقتًا للتفكير المطول، وللحصول على ميزة المفاجأة". ولم يستجب بيغن. وزعم أنه يحتاج إلى مزيد من الوقت، فتوجه إلى نتانيا للتشاور مباشرة مع قادة الحكومة. اندلعت مواجهة بين قوات الدفاع الإسرائيلية وعناصر من منظمة إرجون على الشاطئ، في الوقت الذي كانت فيه طائرة مراقبة تابعة للأمم المتحدة تحلق في سماء المنطقة وتسجل الحادث. وبعد فشلهما في التوصل إلى اتفاق، عاد بيجين إلى الشاطئ واجتمع مع ضباطه. ومع حلول المساء، اندلعت نيران البنادق، ويظل الخلاف قائما حول أي جانب أطلق النار أولا. وزعم شاهد العيان هيليل كوك أن منظمة الإرجون هي التي أطلقت النار باتجاه البحر لإظهار إرادتها في المقاومة. وعندما بدأ القتال، فر بيجين إلى ألتالينا في قارب تجديف، تحت نيران السفن الحربية قبالة الساحل، وتمكن الكابتن فين من مناورة ألتالينا لحماية بيجين، مما مكنه من الصعود إلى السفينة بأمان. وعلى الشاطئ، أُجبر مقاتلو الإرجون على الاستسلام. وتكبد جيش الاحتلال الإسرائيلي قتيلين وستة جرحى، في حين تكبدت منظمة الإرجون ستة قتلى و18 جريحًا. لمنع المزيد من إراقة الدماء، بدأ سكان كفار فيتكين مفاوضات بين يعقوب ميريدور (نائب بيغن) ودان إيفن، والتي انتهت بوقف إطلاق نار عام ونقل الأسلحة الموجودة على الشاطئ إلى قائد جيش الاحتلال الاسرائيليالإسرائيلي المحلي.  
في هذه الأثناء، أمر بيجين السفينة ألتالينا بالإبحار إلى تل أبيب، حيث كان هناك المزيد من أنصار الإرجون. الساعة 9:35 وفي حوالي الساعة 12 ظهرا، بدأت السفينة ألتالينا رحلتها نحو تل أبيب. غادر العديد من أعضاء الإرجون، الذين انضموا إلى الجيش الإسرائيلي في وقت سابق من ذلك الشهر، قواعدهم وتجمعوا على الشاطئ. انتشرت شائعات مفادها أن منظمة الإرجون تخطط لانقلاب عسكري.
بحسب كتاب "التالينا" للصحفي والمحلل السياسي Shlomo Nakdimon [שלמה נקדימון] ، أصدر بن جوريون تعليماته للقوات الجوية الإسرائيلية بإغراق السفينة في أعالي البحار، قبل وقت طويل من اقترابها من الشاطئ. وكان من شأن هذا أن يؤدي إلى خسائر أكبر بكثير في الأرواح على متن السفينة. كتب جوردون ليفيت ، وهو طيار متطوع في سفينة "ماهال" ، في كتابه "الطيران تحت علمين" أن هايمان شامير، نائب قائد القوات الجوية، حاول إقناع المتطوعين من الطيارين غير اليهود بمهاجمة السفينة. لكن ثلاثة طيارين رفضوا المشاركة في المهمة، وقال أحدهم: "يمكنكم تقبيل قدمي. لم أفقد أربعة من أصدقائي وأسافر عشرة آلاف ميل من أجل قصف اليهود".
كانت السفينة "ألتالينا" تلاحقها فرقاطات البحرية أثناء طريقها إلى تل أبيب. وعندما اقتربت السفينة من الساحل، بدأت الفرقاطات في إطلاق النار عليها برشقات من نيران المدافع الرشاشة، وتوقفت بعد أن رد المقاتلون على متن ألتالينا بإطلاق النار باستخدام مدافع برين المثبتة على سطح السفينة. وصلت السفينة ألتالينا عند منتصف الليل، وجنحت على الجزء الأكثر ازدحامًا من الشاطئ، عند سفح شارع ديفيد فريشمان، على مرأى من السكان المحليين والصحفيين ومراقبي الأمم المتحدة الذين كانوا يشاهدون من شرفة فندق كايتي دان (دان تل أبيب اليوم). ورداً على ذلك، أمر بن غوريون يغئال يادين (القائم بأعمال رئيس الأركان) بتركيز قوات كبيرة على شاطئ تل أبيب والاستيلاء على السفينة بالقوة. وأشار أيضاً لوزير داخليته إلى أنه سيأمر البحرية الإسرائيلية باعتراض أي محاولة من جانب السفينة "ألتالينا" للتراجع إلى المياه الدولية. نقل جيش الاحتلال الإسرائيلي مدافع ثقيلة إلى المنطقة، وفي الساعة الرابعة من بعد ظهر اليوم التالي، أمر بن جوريون بقصف ألتالينا . رفض المدفعي الأول الذي أُمر بقصف السفينة، وهو جندي مخضرم في الجيش الأحمر يُدعى يوسف أكسين، قائلاً إنه مستعد للإعدام بتهمة العصيان، وسيكون هذا "أفضل ما يفعله في حياته". عندها، أمر رئيسه، ناثان بلوتنيك، بسجنه في انتظار محاكمة عسكرية بتهمة العصيان. 
ثم احتجّ هيليل داليسكي، المهاجر الجديد من جنوب أفريقيا ، في البداية، قائلاً لشموئيل أدمون، قائد سلاح المدفعية في جيش الاحتلال الاسرائيليالإسرائيلي: "لم آتِ إلى أرض إسرائيل لمحاربة اليهود". لكن رئيسه صاح في وجهه قائلاً إن من واجبه إطاعة الأوامر. وبعد أن هُدد بالمحاكمة العسكرية إذا لم يطلق النار، امتثل دالسكي على مضض. أصابت إحدى القذائف السفينة، وبدأت تحترق. 
كان إسحاق رابين قائداً لقوات الجيش الإسرائيلي وقوات البالماخ على الشاطئ. وزعم ييجال ألون في وقت لاحق أن خمس أو ست قذائف أطلقت كطلقات تحذيرية، وأصابت السفينة عن طريق الخطأ.  وأطلقت قوات الجيش الإسرائيلي على الشاطئ أيضًا نيران الأسلحة الصغيرة الثقيلة تجاه السفينة، واستخدمت المدافع الرشاشة الثقيلة المزودة بطلقات خارقة للدروع. رفض بعض الجنود إطلاق النار على السفينة ألتالينا ، بما في ذلك جندي من البالماخ كان شقيقه، ضابط في منظمة إرجون، على متن السفينة.  أملاً في تجنب الحرب الأهلية، أمر مناحيم بيجين رجاله بعدم الرد بإطلاق النار، ورفعت السفينة العلم الأبيض. لكن إطلاق النار استمر، وقيل إن بعض أعضاء الإرغون على متن السفينة ردوا على إطلاق النار. كما أطلقت الفرقاطات الإسرائيلية النار على ألتالينا أثناء المعركة، وادعى أحد أفراد الطاقم لاحقًا أن قوات الجيش الإسرائيلي على الشاطئ أصيبت بنيران إحدى الفرقاطات، التي كانت تستهدف ألتالينا لكنها أخطأت هدفها. على الشاطئ اندلعت معركة بين قوات الجيش الإسرائيلي وقوات الإرجون على طول الشاطئ، كما وقعت اشتباكات بين وحدات الجيش والإرجون في مختلف أنحاء تل أبيب، وخاصة في الجنوب والوسط. 
خوفا من أن ينتشر الحريق إلى مخازن السفينة التي تحتوي على المتفجرات، أمر الكابتن فين جميع من كانوا على متن السفينة بمغادرتها. قفز الركاب إلى الماء، بينما انطلق رفاقهم على الشاطئ لملاقاتهم على الطوافات. يكتب كاتب سيرة بيغن دانييل جورديس أنه على الرغم من أن الكابتن فين رفع العلم الأبيض للاستسلام، إلا أن إطلاق النار الأوتوماتيكي استمر في توجيهه نحو الناجين العزل الذين كانوا يسبحون في الماء. وافق بيجين، الذي كان على سطح السفينة، على مغادرة السفينة فقط بعد إجلاء آخر الجرحى. ورغم أن الحرب الأهلية بدت وشيكة، فقد تم التوصل إلى وقف لإطلاق النار بحلول مساء الثاني والعشرين من يونيو/حزيران. وتم تنفيذ اعتقالات جماعية ضد جنود الإرجون الذين انضموا إلى رفاقهم السابقين، وتم تفكيك وحدات الإرجون في جيش الاحتلال الاسرائيليالإسرائيلي، وتفريق جنودها بين وحدات أخرى. وفي المجمل، تم اعتقال أكثر من 200 عضو من منظمة إرجون. تم إطلاق سراح معظمهم بعد عدة أسابيع، باستثناء خمسة من كبار القادة (موشيه حسون، إلياهو لانكين، يعقوب ميريدور، بتسلئيل أميتسور، وهيلل كوك )، الذين احتجزوا لأكثر من شهرين، حتى 27 أغسطس/آب 1948. تمت محاكمة ثمانية جنود من جيش الاحتلال الإسرائيلي أمام محكمة عسكرية بتهمة العصيان لأنهم رفضوا إطلاق النار على السفينة ألتالينا .
في هذه الأثناء، وصل بيجين إلى محطة الراديو السرية الخاصة به وأمر رجاله بعدم الرد على الهجوم. ودعاهم إلى التجمع في القدس ومواصلة المعركة من أجل البلدة القديمة.
قُتل في المواجهات مع الجيش ستة عشر مقاتلاً من منظمة إرغون (جميعهم، باستثناء ثلاثة، كانوا أعضاء قدامى وليسوا من الوافدين الجدد من السفينة)؛ ستة قُتلوا في منطقة كفار فيتكين وعشرة على شاطئ تل أبيب. قُتل ثلاثة جنود من جيش الاحتلال الإسرائيلي: اثنان في كفار فيتكين وواحد في تل أبيب.

## العواقب
بعد مرور عام تقريبًا على الحادث، تم إعادة تعويم السفينة ألتالينا ، وسحبها لمسافة 15 ميلًا إلى البحر، وإغراقه. 
لقد كشفت قضية ألتالينا عن خلافات عميقة بين الفصائل السياسية الرئيسية في إسرائيل، ولا تزال وسائل الإعلام الإسرائيلية تشير إليها أحيانًا لتوضيح النقاش الحالي حول ما إذا كان استخدام القوة من قبل الحكومة الإسرائيلية ضد العناصر السياسية اليهودية الهامشية أمرًا مشروعًا أم لا. وأشاد أنصار تصرفات بن جوريون بها باعتبارها ضرورية لترسيخ سلطة الحكومة وتثبيط الانقسامات وتشكيل الجيوش المتنافسة. وكان هذا متسقًا مع الإجراءات الأخرى التي اتخذها، مثل حل البالماخ في وقت لاحق من ذلك العام. وعلاوة على ذلك، يزعم أنصار بن غوريون أن الدولة يجب أن تتمتع باحتكار استخدام القوة. إن منظمة الإرجون، من خلال محاولتها استيراد الأسلحة لاستخدامها كميليشيا خاصة، كانت تعمل على تقويض شرعية دولة إسرائيل الناشئة.
وأدان المعارضون ما اعتبروه عنفًا غير ضروري. وقد اشتعل النقاش مرة أخرى لفترة قصيرة عندما فاز حزب الليكود بزعامة مناحيم بيغن في انتخابات عام 1977.
قال بيجين لاحقًا: "كان أعظم إنجازاتي عدم الرد والتسبب في حرب أهلية ". بعد سنوات، عشية حرب الأيام الستة ، في يونيو/حزيران 1967 (عندما كان ليفي إشكول رئيسًا للوزراء )، انضم مناحيم بيجين إلى وفد زار سدي بوكر ليطلب من ديفيد بن غوريون العودة وتولي رئاسة الوزراء مرة أخرى. وبعد ذلك اللقاء، قال بن غوريون إنه لو كان يعرف بيجين آنذاك كما يعرفه الآن، لكان وجه التاريخ مختلفاً.
في عام 2012، تم اكتشاف حطام السفينة ألتالينا من قبل خبراء بحريين تم تعيينهم من قبل مركز مناحيم بيجين للتراث في جهود البحث التي ساعدت الحكومة الإسرائيلية في تمويلها. واعتمد البحث في البداية على إحداثيات البحرية الإسرائيلية حول موقع غرق السفينة، ولكن بعد الفشل في التوصل إلى نتائج، تم توسيع منطقة البحث. وفي النهاية تم العثور على السفينة ألتالينا جالسة في قاع البحر على بعد عدة كيلومترات من ساحل ريشون لتسيون على عمق حوالي 300 متر (1,000 قدم) . وأكد مسح السونار هوية السفينة. وأعلنت الحكومة الإسرائيلية بعد ذلك عن خطط لرفع الحطام وتثبيته على أرض جافة كنصب تذكاري.

## إرث
أقيم أول نصب تذكاري لمقاتلي الإرغون الستة عشر وثلاثة جنود من جيش الاحتلال الاسرائيليالإسرائيلي الذين قتلوا في غرق السفينة ألتالينا في مقبرة نحالات يتسحاق في جيفتايم في عام 1998. تقام مراسم تذكارية رسمية حكومية للضحايا سنويًا على أرض المقبرة. ويشارك في المراسم بشكل أساسي أقارب الضحايا والشخصيات السياسية التي تنتمي إلى المعسكر الوطني الإسرائيلي.
في عام 2011، استخدمت الدعوات التي وزعتها وزارة الدفاع الإسرائيلية كلمة " قتلى" في إشارة إلى المقاتلين الذين فقدوا أرواحهم في الحادث، مما يعني أن بن جوريون ورابين والجيش الإسرائيلي ارتكبوا جريمة قتل. وطالب وزير الدفاع إيهود باراك في وقت لاحق بالتحقيق في "الحادث الخطير" وتصحيحه. وقال رئيس الكنيست في ذلك الوقت ورئيس إسرائيل لاحقًا رؤوفين ريفلين في الحفل إن قضية ألتالينا كانت جريمة لا يمكن التسامح معها. 
في كل عام، تنطلق سفينة سياحية بقيادة منظمة "حازون لئومي" من ميناء يافا إلى المكان الذي غرقت فيه السفينة، حيث تقام مراسم تذكارية لذكرى أولئك الذين لقوا حتفهم على متن السفينة.